# Brouwerij Bavaria

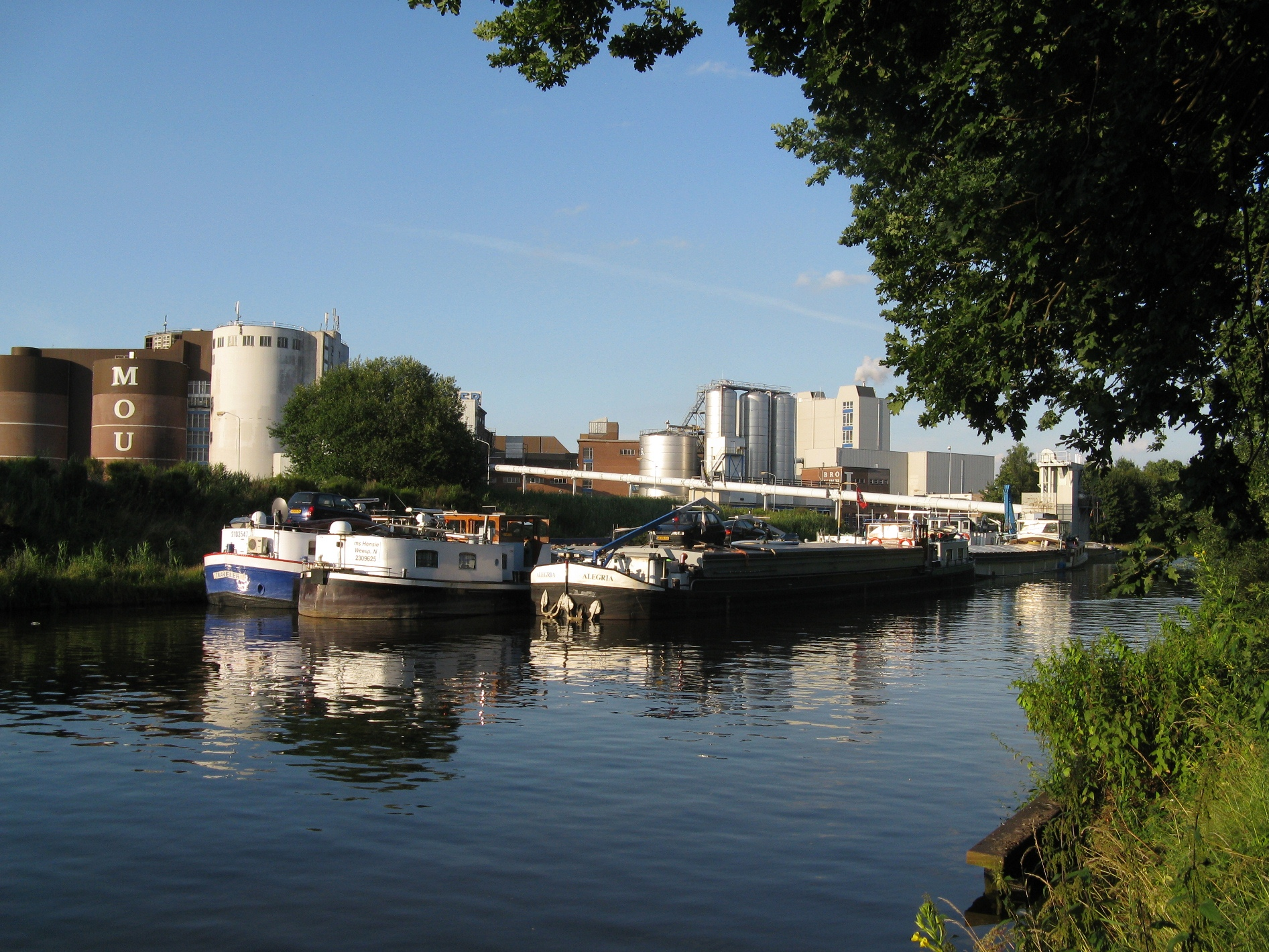
Brouwerij Bavaria, gezien vanaf het Wilhelminakanaal

Brouwerij Bavaria is een Nederlandse brouwerij, gelegen in Lieshout. Het is een van de zes brouwerijen van de firma Royal Swinkels.

## Geschiedenis
Brouwerij Bavaria is gebouwd in 1925 door de broers Frans, Piet en Jan Swinkels. Zij behoorden tot de familie Swinkels die reeds vijf generaties eigenaar was van brouwerij De Kerkdijk in Lieshout. Deze brouwerij had tot dan toe voornamelijk voor lokaal gebruik geproduceerd. Door de aanleg van het Wilhelminakanaal in 1923 verkreeg het bedrijf extra aan- en afvoerwegen en daarmee groeimogelijkheden.
In 1924 richtten de broers de Firma Gebroeders Swinkels op en kochten een perceel van 16 are 60 centiare (1660 m²), dat grensde aan brouwerij De Kerkdijk. Op dat terrein werd een bakstenen gebouw van drie verdiepingen opgetrokken met een volume van ongeveer 2600 m³. De bouwopdracht werd voor f 25.157 gegund aan een plaatselijke aannemer. De belangrijkste apparatuur, zoals de brouwketel en de koeltechnische installaties, werden uit Duitsland geïmporteerd. De apparatuur inclusief installatie kostte ruim f 35.000. De capaciteit was 10.000 hectoliter per jaar.
De gebroeders Swinkels stapten in de nieuwe brouwerij over op ondergistend of pilsener bier. Dit ondanks dat het in die tijd gebruikelijker was om hooggistend bier te brouwen. Om te markeren dat het om een geheel nieuwe brouwerij ging die een nieuw soort bier produceerde, kozen de eigenaren voor een nieuwe naam: Brouwerij Bavaria. Dat was een verwijzing naar het 'Beiersch bier', zoals het pilsener bier toen vaak werd genoemd.
Na enkele jaren werd brouwerij De Kerkdijk afgebroken en werden extra lagerkelders gebouwd, waarmee de capaciteit verdubbelde naar 20.000 hectoliter. Bij het uitbreken van de Tweede Wereldoorlog was de brouwcapaciteit opgevoerd tot circa 30.000 hectoliter per jaar. Na een periode van stilstand werd de groei in 1947 hervat en in twee decennia verdubbelde de capaciteit van de brouwerij, tot ruim 60.000 hectoliter per jaar.
Was de groei in voorgaande jaren gerealiseerd door geleidelijk aanpassingen door te voeren, daarin kwam verandering in 1968. De zesde generatie Swinkels nam langzamerhand de leiding over en koos voor een agressievere strategie. Naast het bestaande terrein kocht de firma drie hectare grond, waarop een nieuw brouwhuis en een gist- en lagerhuis werden opgetrokken. Alle technische installaties op het gebied van elektriciteit, stoom en waterfiltering werden samengebracht in een centraal gelegen energiehuis. Tot slot werd de bottelarij ondergebracht in een gebouw van 75.000 m³. De totale kosten van de uitbreiding bedroegen bijna 11 miljoen gulden. Daarmee werd de capaciteit uitgebreid tot 600.000 hectoliter per jaar. In de decennia daarna bleef het bedrijf groeien en in 1981 overschreed de brouwerij het productievolume van 1 miljoen hectoliter bier per jaar.

## Huidige situatie
Door de uitbreidingen die plaatvonden in de eerste jaren van de 21e eeuw heeft de brouwerij een capaciteit gekregen van ruim 5 miljoen hectoliter per jaar. Het Bavaria-bedrijventerrein is inmiddels enkele tientallen hectare groot en herbergt naast de brouwerij ook het hoofdkantoor van Royal Swinkels, productiefaciliteiten voor frisdrank en de in 1940 opgerichte en sterk uitgebreide mouterij. Sinds begin jaren 1990 beschikt Brouwerij Bavaria over een eigen natuurlijke mineraalwaterbron. Dit in combinatie met de eigen mouterij maakt dat vrijwel de gehele productieketen in eigen beheer is.

## Producten
Brouwerij Bavaria produceert verschillende biersoorten, variërend van alcoholvrij bier tot bier met 10,5% alcohol. De eigen merken van Royal Swinkels die in Lieshout gebrouwen worden zijn:
- Bavaria
- Swinckels
- 8.6
- Claro
- Kroon

De brouwerij produceert ook huismerken, onder andere:
- Dors, gebrouwen voor Jumbo
- Keizerskroon, gebrouwen voor Sligro Food Group
- Schultenbräu, gebrouwen voor Aldi
- Kordaat, gebrouwen voor Lidl